# メリート・ディ・ポルト・サルヴォ駅
メリート・ディ・ポルト・サルヴォ駅（メリート・ディ・ポルト・サルヴォえき）はイタリア共和国カラブリア州レッジョ・カラブリア県メリート・ディ・ポルト・サルヴォ町にある、イタリア国鉄イオニカ線の駅である。

## 駅構造

### ホーム
3面4線の地上駅。駅舎側の片側1面と、島式1面2線、駅舎と反対側の片側1面1線からなる。
| 番線 | 路線   | 方向   | 行先                                       | 備考                                                           |
| ---- | ------ | ------ | ------------------------------------------ | -------------------------------------------------------------- |
| 1    | 92号線 | 西方向 | レッジョ、ロザルノ、パオラ、コゼンツァ方面 | 普通（メリート始発の大部分）                                   |
| 2    | 92号線 | 東方向 | カタンザーロ、タラント方面                 | 特急、普通                                                     |
| 3    | 92号線 | 西方向 | レッジョ、ロザルノ、パオラ、コゼンツァ方面 | 特急、普通（カタンザーロ方面からの直通列車、および始発の一部） |

### ダイヤ
- 一日2往復の、タラントとレッジョを結ぶ特急が停車する。
- 他は全て普通列車で、多数停車するが、停車駅パターンが複数ある。便宜上、本頁では下記の4つの列車種別に分類する。
  - 快速・・・レッジョ - カタンザーロ間に運行。平日2-4時間間隔、休日4時間間隔で停車する。
  - 区間快速・・・メリート始発で、パオラ/コゼンツァ方面に一日2本が運行する。平日のみの運行。
  - 普通・・・レッジョ - ロッチェッラ間に運行。平日2-4時間間隔運行するが、休日は一日2往復しか発車しない。なお、メリート以西は複数駅を通過する。
  - 各停・・・メリート始発で、レッジョ経由でロザルノまで運行される。平日は1-2時間間隔で運行するが、休日は一日3本しか発車しない。なお、アンナは夏季のみ停車（夏季も一部は通過する）。

## 隣の駅
イタリア国鉄
イオニカ線
特急
レッジョ・カラブリア中央駅 - メリート・ディ・ポルト・サルヴォ駅 - ブランカレオーネ駅
快速（下記以外）
レッジョ・カラブリア・オメーカ駅 - メリート・ディ・ポルト・サルヴォ駅 - ボーヴァ・マリーナ駅
快速（レッジョ行平日最終便）、区間快速
モッタ・サン・ジョヴァンニ・ラッツァーロ駅 - メリート・ディ・ポルト・サルヴォ駅 ← ボーヴァ・マリーナ駅
普通（カタンザーロ行平日初便）
モッタ・サン・ジョヴァンニ・ラッツァーロ駅 → メリート・ディ・ポルト・サルヴォ駅 → コンドフーリ駅
普通（レッジョ行平日初便）
サリーネ・ディ・レッジョ駅 ← メリート・ディ・ポルト・サルヴォ駅 ← コンドフーリ駅
普通（上記以外）、各駅停車（夏季を除く）
サリーネ・ディ・レッジョ駅 - メリート・ディ・ポルト・サルヴォ駅 - マリーナ・ディ・サン・ロレンツォ駅
各駅停車（夏季の大部分）
アンナ駅 - メリート・ディ・ポルト・サルヴォ駅

## その他
イタリアの大陸部分最南端の駅で、東北本線の越河～貝田間の緯度に相当する。なお、イタリア最南端の駅は、シチリア島のサンピエーリ駅である。